# تحرير باريس

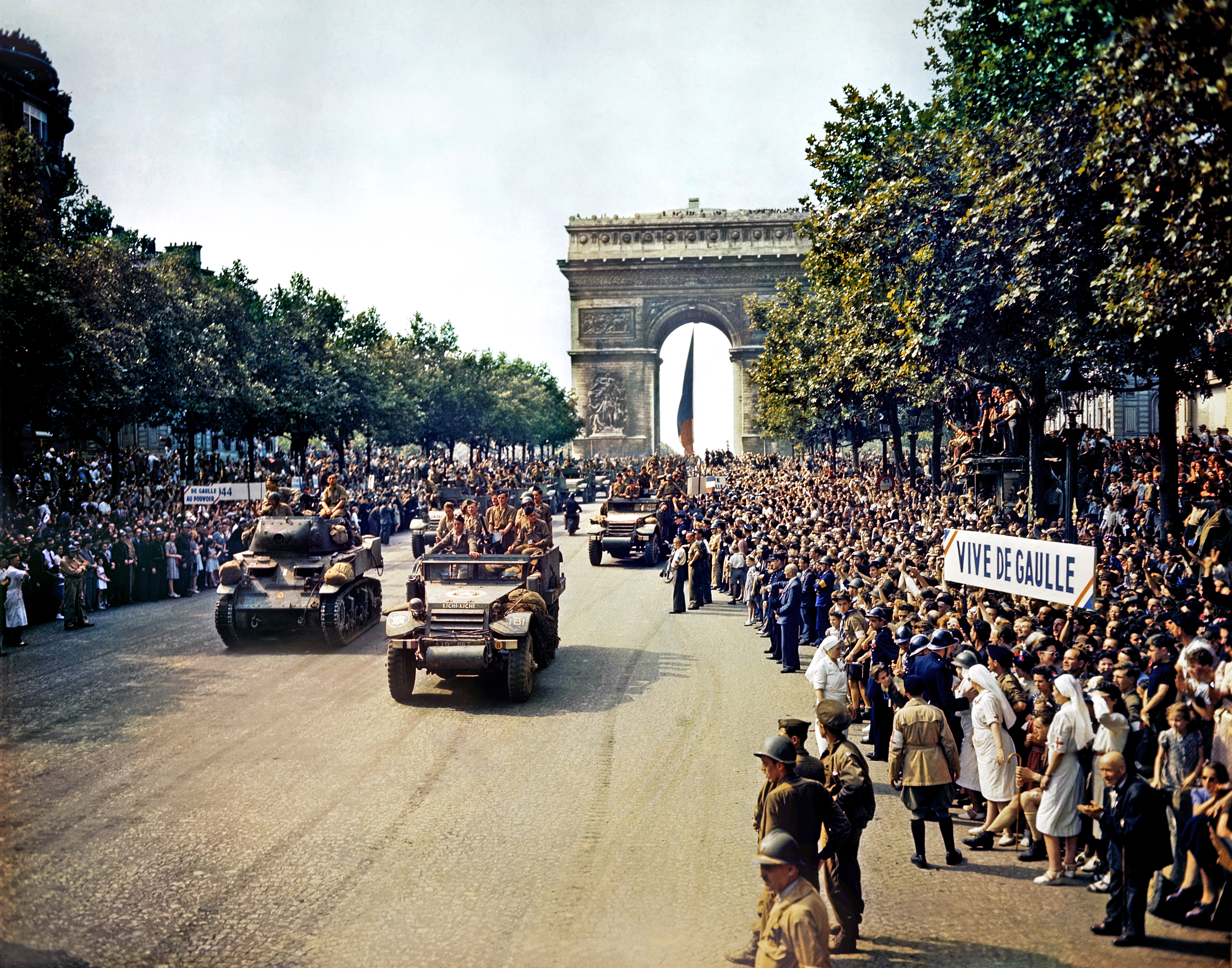
صورة لقوات الكفاح الفرنسية بعد تحرير باريس في 26 اغسطس 1944

تحرير باريس (تعرف أيضاً بمعركة باريس) حدث مهم في تاريخ الحرب العالمية الثانية تم في الفترة من 19 أغسطس 1944 إلى 25 أغسطس حيث استسلمت القوات الألمانية المحتلة لباريس، وتعد آخر المعارك في حملة نورماندي والنقلة التي جعلت غزو الحلفاء في عملية أوفرلورد ينتقل إلى الهجوم المباشر على الجبهة. فقد كانت عاصمة فرنسا تحت إدارة ألمانيا النازية منذ كومبياني الثانية في يونيو 1940، عندما احتلت ألمانيا شمال وغرب فرنسا وعندما أقيمت حكومة فيشي الدمية واتخذت من مدينة فيشي عاصمة لها.
كانت معركة التحرير ثورة من قبل المقاومة الفرنسية ضد التجمع الألماني في باريس. في 24 أغسطس تلقت قوات المقاومة الداخلية الفرنسية دعماً من جيش التحرير الفرنسي الحر، ومن قطاع المشاة الرابع بالولايات المتحدة في اليوم التالي.
تطورت الثورة إلى حرب مدن تفتح النيران على الألمان وقناصة الميليس باستخدام السواتر والبنادق الآلية والدبابات، حتى الاستسلام الألماني في 25 أغسطس.
حددت تلك المعركة نهاية عملية أوفرلورد، وتحرير الحلفاء لفرنسا وإعادة الجمهورية الفرنسية، ونفي حكومة فيشي إلى سيجمارينجن في ألمانيا.

## الخلفية
كانت إستراتيجية الحلفاء تقوم على تدمير القوات الألمانية المتراجعة نحو نهر الراين، ومع ذلك فإن قوات المقاومة الفرنسية بقيادة هنري رول تانغوي بدأت انتفاضة باريس المسلحة. حدثت معركة جيب فاليز (12 – 21 أغسطس 1944) بينما كانت عملية أوفرلود ما تزال مستمرة. لم يجعل الجنرال دوايت آيزنهاور -القائد الأعلى لقوات الحلفاء- من تحرير باريس هدفًا رئيسيًا، بل ركزت الولايات المتحدة الأمريكية وبريطانيا على تدمير القوات الألمانية وإنهاء الحرب العالمية الثانية في أوروبا، ما سمح للحلفاء بتركيز كل جهودهم على جبهة المحيط الهادئ. وهكذا عندما بدأت المقاومة الفرنسية في تصعيد هجماتها ضد الألمان في باريس اعتبارًا من 15 أغسطس 1944، لم ترغب في اشتراك الحلفاء في معركة تحرير باريس، صرح أيزنهاور أيضًا بأنَّ الوقت مبكر للهجوم على باريس، لأنه كان على علم بأن أدولف هتلر أمر الجيش الألماني بتدمير المدينة بالكامل في حال هجوم الحلفاء عليها، واعتبر باريس ذات قيمة ثقافية وتاريخية أكبر من أن يخاطر بتدميرها. كان أيزنهاور حريصًا أيضًا على تجنب معركة استنزاف طويلة مثل معركة ستالينغراد أو حصار لينينغراد، وقد قدر أيضًا أنه في حالة حصار باريس سيحتاج نحو 3600 طن من الغذاء يوميًا بالإضافة إلى كميات كبيرة من مواد البناء والقوى العاملة والفرق الهندسية التي ستكون مطلوبة لإعادة إعمار باريس ودعم سكانها بعد التحرير، وكانت كل هذه الإمدادات مطلوبة في مناطق أخرى ضمن المجهود الحربي.
أعرب ديغول عن قلقه من أن الحكم العسكري سيُفرض من قبل قوات الحلفاء على فرنسا، وكان الرئيس الأمريكي فرانكلين روزفلت قد وافق على هذه الخطة التي اتفق عليها رؤساء الأركان الأمريكيين، لكن آيزنهاور عارضها بشدة. رغم ذلك عندما علم ديغول أن المقاومة الفرنسية قد صعَّدت من أعمالها ضد المحتلين الألمان، خشي من تعرض مواطنيه لمذبحة كما حدث للمقاومة البولندية في انتفاضة وارسو، فالتمس من الحلفاء هجومًا فوريًا، وهدد بفصل الفرقة المدرعة الفرنسية الثانية عن قوات الحلفاء وأمرها بمهاجمة القوات الألمانية بمفردها في باريس، متجاوزة تسلسل القيادة في قوات الحلفاء، إذا أجَّل آيزنهاور الموافقة على الهجوم دون مبرر.

### الإضراب العام (15 – 19 أغسطس 1944)
أرسلت القوات الألمانية في 15 أغسطس جميع السجناء السياسيين الفرنسيين (1,654 رجل من بينهم 168 طيارًا و546 امرأة) إلى معسكرات الاعتقال في بوخنوالد للرجال ورافينسبروك للنساء، وكانت هذه قافلة السجناء الأخيرة التي دخلت ألمانيا. في اليوم نفسه أضرب موظفو مترو باريس مترو وعناصر الشرطة، ثم تبعهم عمال البريد في اليوم التالي، وسرعان ما انضم إليهم جميع العمال في مختلف أنحاء المدينة، ما تسبب في إضراب عام في 18 أغسطس.
تعرَّض 35 من أعضاء المقاومة الفرنسية للخيانة في 16 أغسطس، عندما ألقى الغستابو القبض عليهم وهم في طريقهم إلى اجتماع سري بالقرب من غراند كاسكيد في بوا دي بولون، وأعدموا رميًا بالرصاص. وفي 17 أغسطس علم رئيس مجلس باريس البلدي بيير تايتنغر أن القوات الألمانية تزرع المتفجرات في نقاط إستراتيجية حول المدينة لتدميرها في حال تقدم الحلفاء لتحريرها، وحاول تايتنغر مع القنصل السويدي راؤول نوردلينغ إقناع الحاكم العسكري الألماني ديتريش فون تشولتيتز بعدم تدمير المدينة.

## المعركة والتحرير

### انتفاضة قوات المقاومة الفرنسية (19 – 23 أغسطس)
علم جميع الفرنسيين عن طريق إذاعة فرنسا الحرة التي كانت تبث عبر أثير إذاعة بي بي سي بزحف الحلفاء نحو باريس بعد نهاية معركة نورماندي، لأن الإذاعة الفرنسية كانت تحت سيطرة وزير الإعلام في حكومة فيشي فيليب هنريوت منذ نوفمبر 1942 وحتى تولي شارل ديغول رئاسة فرنسا في 4 أبريل 1944.
انسحبت المدرعات الألمانية نحو شرق باريس في 19 أغسطس، وبدأ أعضاء المقاومة الفرنسية بوضع ملصقات تدعو سكان باريس للتسلح والتعبئة العامة، ودعوا الشرطة الباريسية والحرس الجمهوري والدرك وجميع الفرنسيين الذين تتراوح أعمارهم من 18 إلى 50 عامًا للانضمام إلى المقاومة ضد المحتلين. وأكدت ملصقات أخرى أن «النصر قريب» ووعدت «بمعاقبة الخونة» أي أنصار فيشي والمتعاونين مع الألمان. حملت الملصقات توقيع لجنة التحرير الباريسية بالاتفاق مع الحكومة المؤقتة للجمهورية الفرنسية وبموجب أوامر القائد الإقليمي العقيد هنري رول تانغوي قائد قوات المقاومة الفرنسية في منطقة إيل دو فرانس. بدأت المناوشات الأولى بين المحتلين الفرنسيين والألمان، وخلال القتال انتقلت وحدات متنقلة صغيرة تابعة للصليب الأحمر إلى المدينة لمساعدة الفرنسيين والألمان الذين أصيبوا، وفي نفس اليوم فجَّر الألمان الألغام وأحرقوا المطاحن التي كانت تزود باريس بالطحين. وصلت المعارك إلى ذروتها في 22 أغسطس عندما حاولت بعض الوحدات الألمانية الانسحاب من مواقعها، وفي الساعة التاسعة من يوم 23 أغسطس فتح الجنود الألمان النار على معاقل المقاومة الفرنسية بناءً على أوامر شولتيتز، وأطلقت الدبابات الألمانية النار على الحواجز في الشوارع، إذ إن أدولف هتلر أمر بإلحاق أكبر قدر من الدمار بالمدينة.
تشير التقديرات إلى مقتل ما بين 800 و1000 من مقاتلي المقاومة الفرنسية خلال معركة باريس، وإصابة 1500 آخرين.

## معرض صور

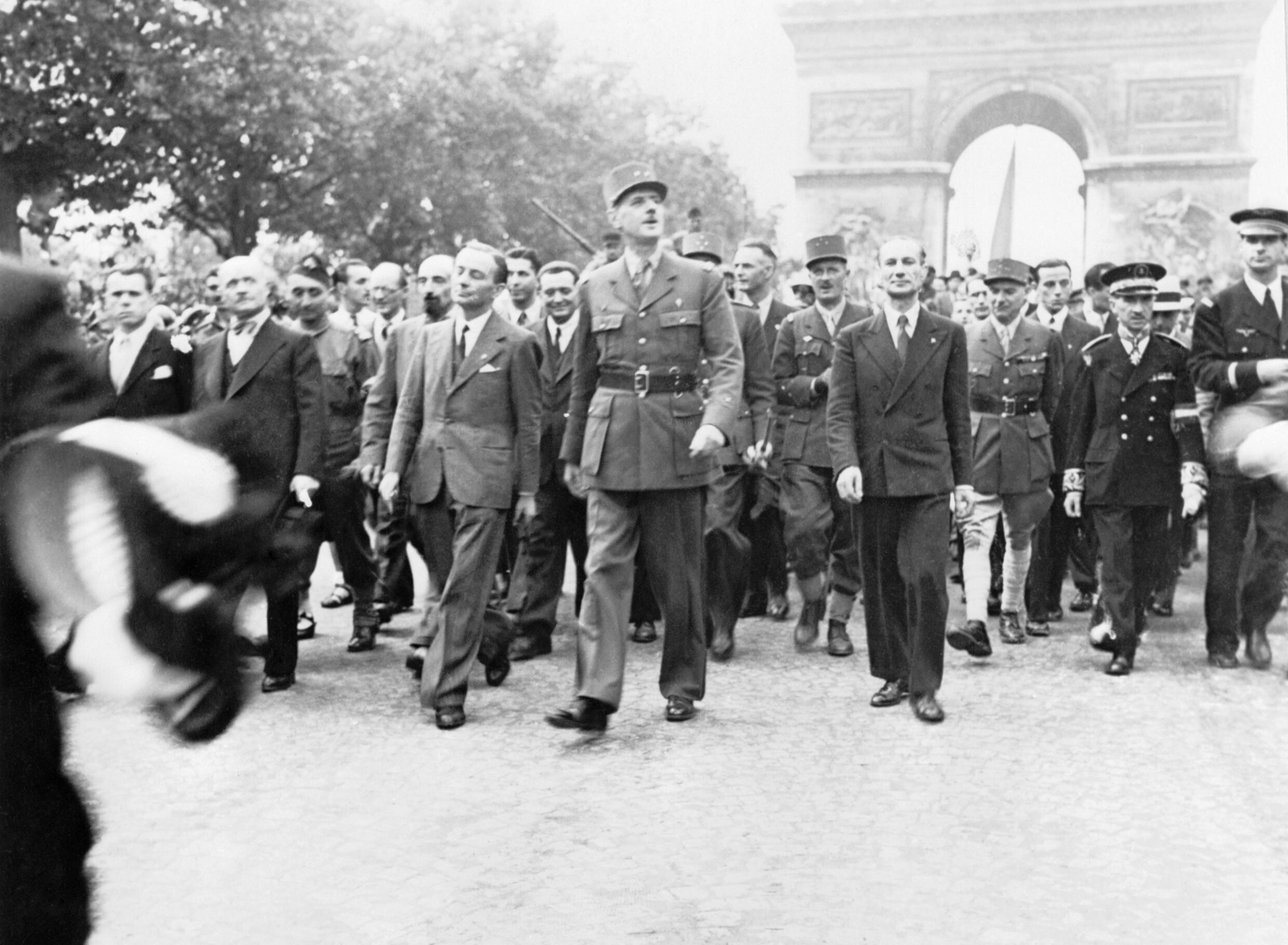
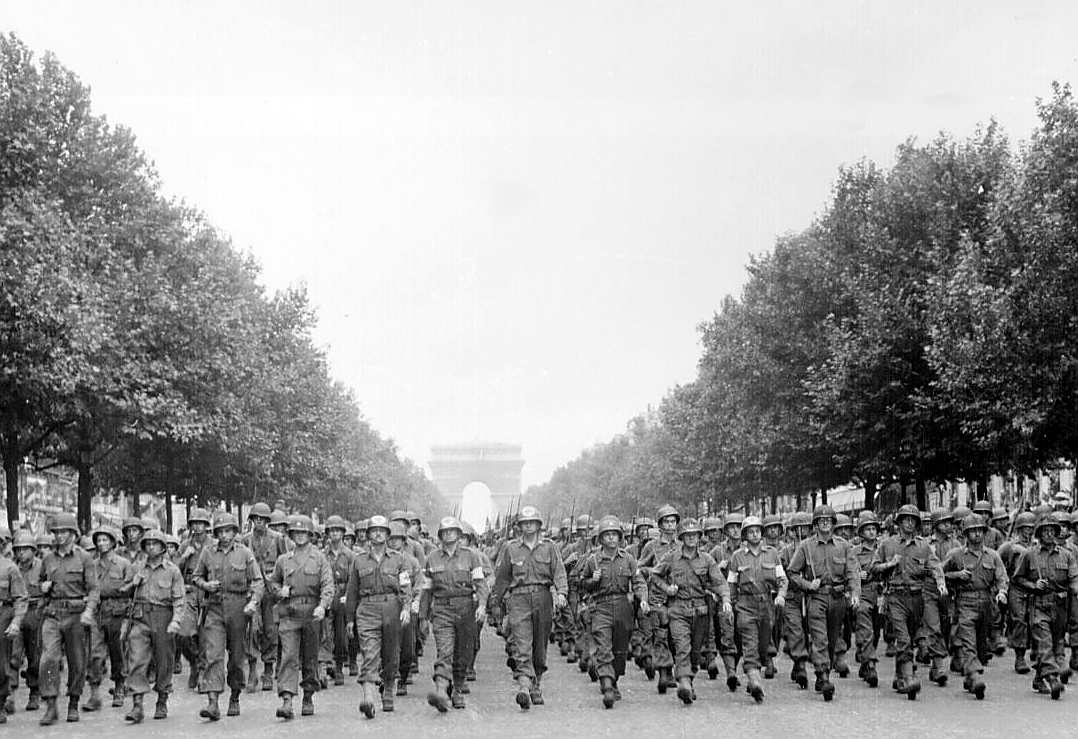
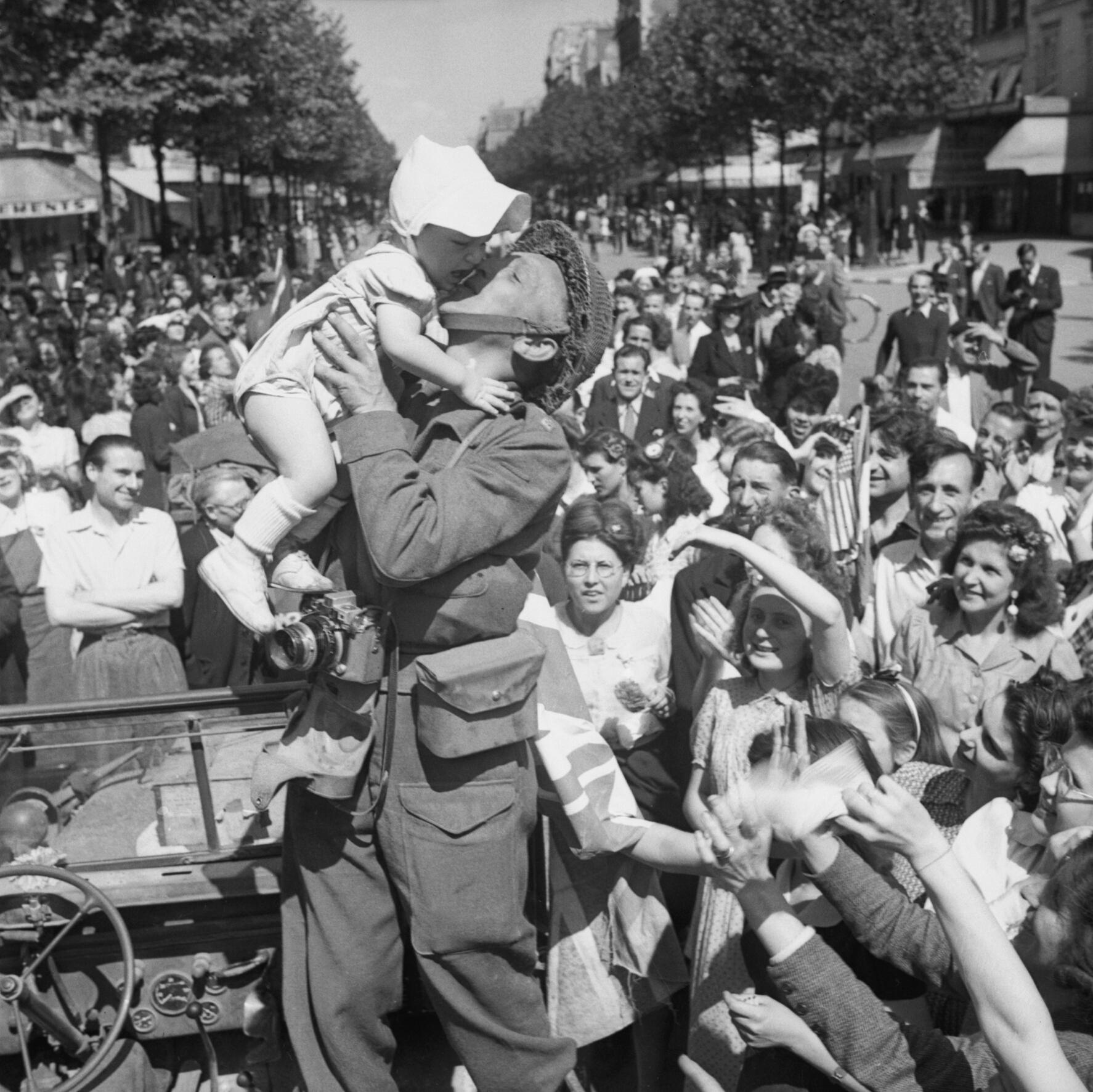
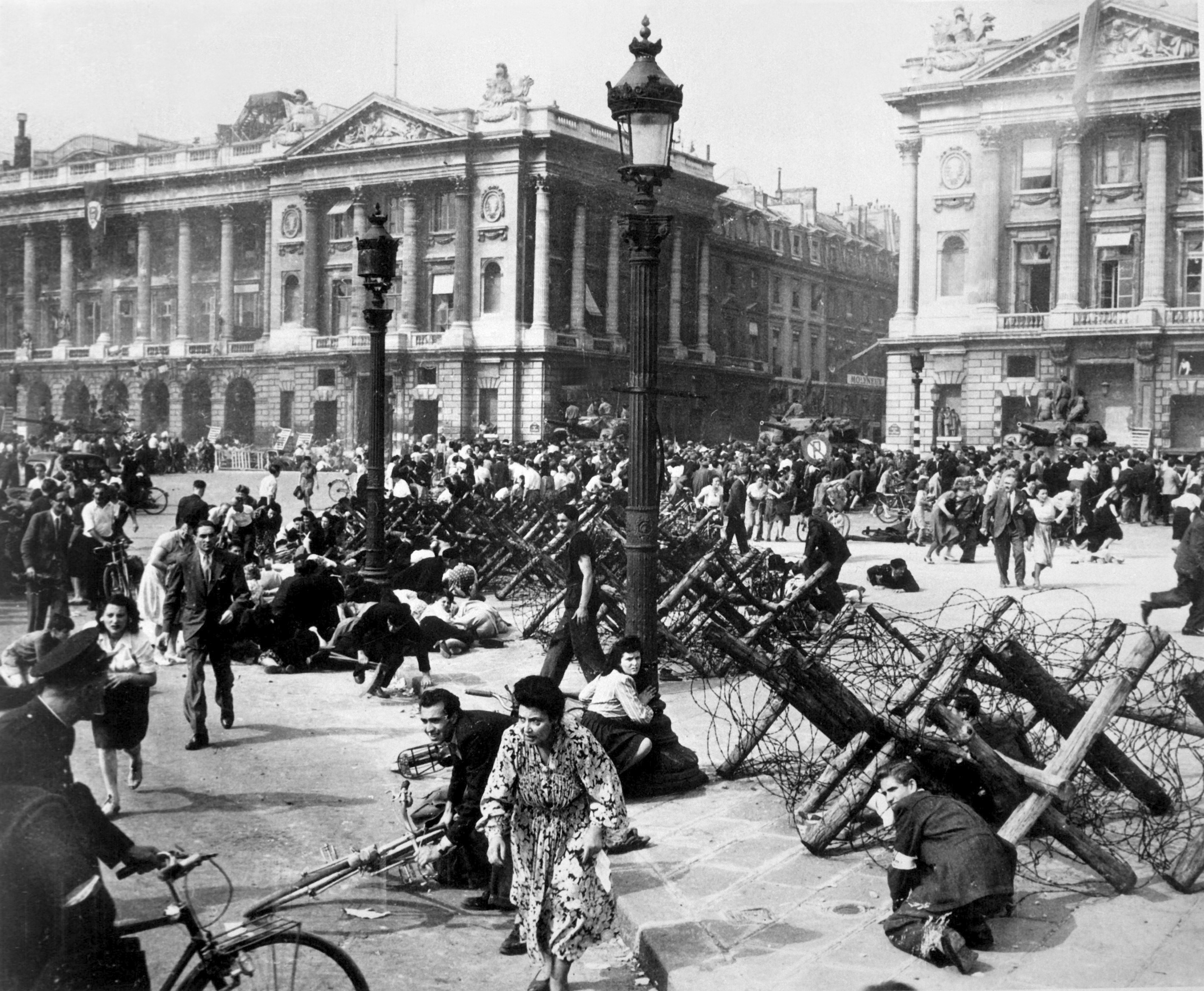
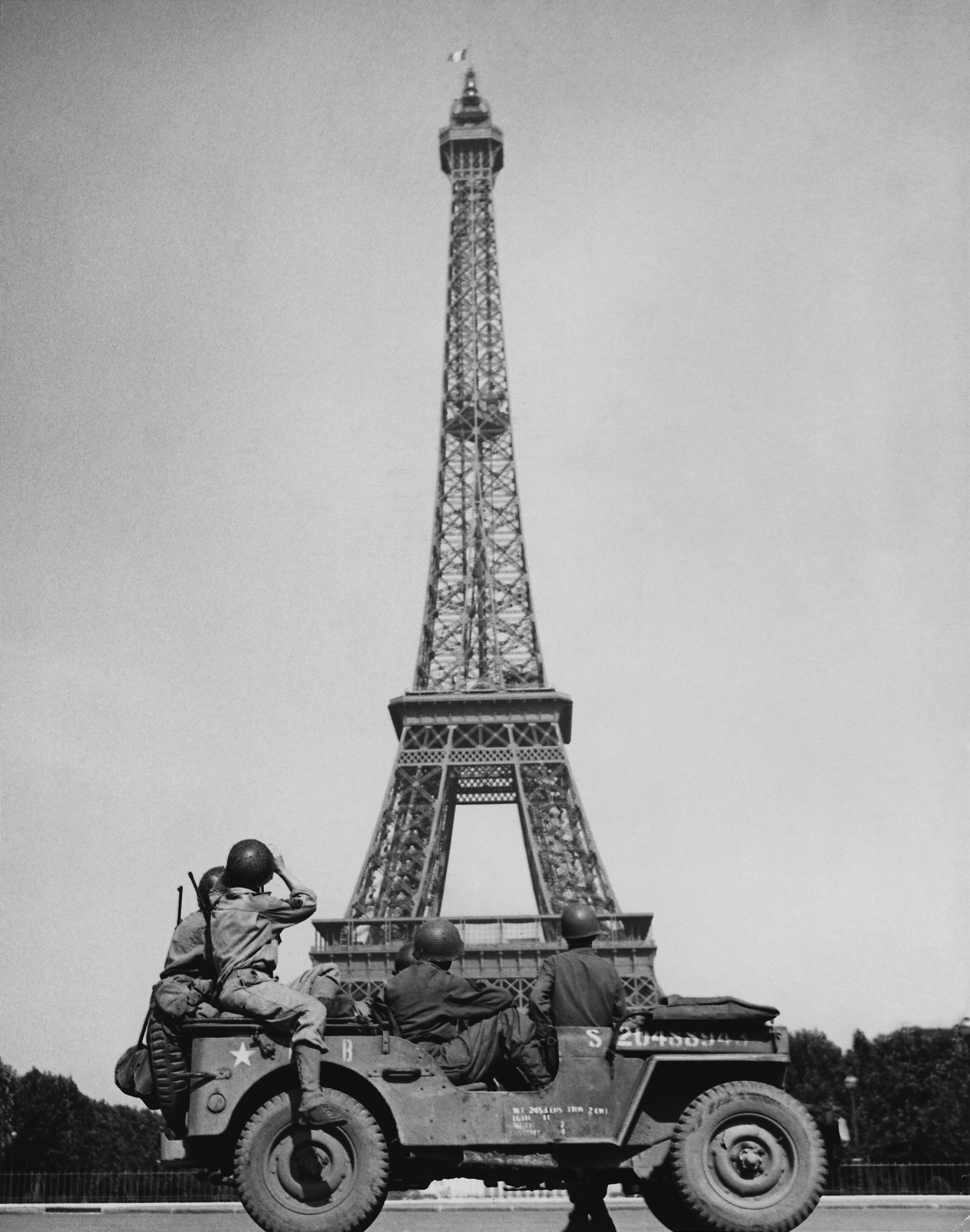